# Lingga Julu
Lingga Julu is een bestuurslaag in het regentschap Karo van de provincie Noord-Sumatra, Indonesië. Lingga Julu telt 1567 inwoners (volkstelling 2010).